# Petenaeaceae
Famille
Les Petenaeaceae (Petenaeacées) sont une famille de plantes dicotylédones ; elle comprend une seule espèce dans le genre Petenaea. 

## Liste des genres et espèces
Selon World Checklist of Selected Plant Families (WCSP) (16 janvier 2021) :
- genre Petenaea Lundell (1962)
  - Petenaea cordata Lundell (1962)